# Yakov Kreizberg
Yakov Kreizberg (russe : Яков Крейцберг), né le 24 octobre 1959 à Leningrad et mort le 15 mars 2011 à Monaco, est un chef d'orchestre américano-autrichien d'origine russe.

## Biographie
Yakov Kreizberg est notable par ses passages à l'Opéra comique de Berlin, l'Orchestre symphonique de Bournemouth, l'Orchestre philharmonique de Monte-Carlo et l'Orchestre philharmonique des Pays-Bas (en).
Il était le demi-frère de Semyon Bychkov.